# Barbro
Barbro ist ein schwedischer weiblicher Vorname, abgeleitet von Barbara.

## Namensträgerinnen
- Barbro Hiort af Ornäs (1921–2015), schwedische Theater- und Filmschauspielerin
- Barbro Kollberg (1917–2014), schwedische Theater- und Filmschauspielerin, Theaterleiterin und Schauspiellehrerin
- Barbro Kvåle (* 1992), norwegische Skilangläuferin und Ski-Orientierungsläuferin
- Barbro Lindgren (* 1937), schwedische Kinderbuchautorin
- Barbro Owens-Kirkpatrick (* 1946), US-amerikanische Diplomatin
- Barbro Charlotte Rohlin (* 1980), schwedische Fußballspielerin
- Barbro Margareta Svensson (Lill-Babs; 1938–2018), schwedische Schlagersängerin
- Barbro Viefhaus (* 1991), deutsche Schauspielerin
- Barbro Walker (* 1968), deutsche Pädagogin